# Mistrzostwa Polski w Narciarstwie 1931
Mistrzostwa Polski w Narciarstwie 1931 – zawody sportowe, które odbyły się w 1931 w konkurencjach narciarskich w Polsce.

## Medaliści
| Dyscyplina               | Złoto                                       | Srebro                            | Brąz                                                           |
| Mistrzostwa Polski       | Bronisław Czech SNPTT Zakopane              |                                   |                                                                |
| Bieg seniorów na 18 km   | Antonín Bartoň CSL, Czechosłowacja          |                                   |                                                                |
| Bieg seniorów na 50 km   | Zdzisław Motyka TS Wisła Zakopane           |                                   |                                                                |
| Skoki seniorów (wszyscy) | Sigmund Schwab AÖ SV, Austria               | Rudolf Vrána Czechosłowacja       | Bronisław Czech SNPTT Zakopane                                 |
| Skoki seniorów (Polacy)  | Bronisław Czech SNPTT Zakopane              | Stanisław Marusarz SNPTT Zakopane | Andrzej Marusarz, Karol Szostak (ex aequo) obaj SNPTT Zakopane |
| Bieg zjazdowy            | Stanisław Marusarz SNPTT Zakopane           |                                   |                                                                |
| Bieg kobiet              | Bronisława Staszel-Polankowa Sokół Zakopane |                                   |                                                                |
| Bieg rozstawny 5 x 10 km | SNPTT Zakopane                              |                                   |                                                                |